# Ateuchus aeneomicans
Ateuchus aeneomicans är en skalbaggsart som beskrevs av Edgar von Harold 1868. Ateuchus aeneomicans ingår i släktet Ateuchus och familjen bladhorningar. Inga underarter finns listade.